# Зарубино (Новгородська область)
Зарубино (рос. Зарубино) — село у Любитинському районі Новгородської області Російської Федерації.
Населення становить 1206 осіб. Належить до муніципального утворення Любитинське сільське поселення.

## Історія
До 1927 року населений пункт перебував у складі Новгородської губернії. У 1927-1944 роках перебував у складі Ленінградської області.
Орган місцевого самоврядування від 2010 року — Любитинське сільське поселення.

## Населення
| 1970 | 1979  | 1989  | 2002  | 2010  |
| ---- | ----- | ----- | ----- | ----- |
| 3081 | ↘2642 | ↘2369 | ↘1650 | ↘1206 |